# Johanna Nilsson
Elsa Johanna Nilsson, född 1 oktober 1973 i Vaksala församling, Uppsala län, är en svensk författare. Hon har även givit ut böcker under pseudonymen Amanda Lind.

## Biografi
Johanna Nilsson är född i Uppsala och uppvuxen i Borlänge. I tonåren reste Nilsson tillsammans med sin familj till Zaire (nuvarande Kongo-Kinshasa). Hon besökte bland annat missionärsstationer där hennes far varit som missionärsbarn. Resan blev viktig när hon senare skrev sin släktroman om Afrika, Jag är leopardpojkens dotter. Nilsson har studerat teologi och statskunskap vid Uppsala universitet samt ekonomi vid Handelshögskolan i Stockholm.

## Författarskap
Nilsson skriver vuxenromaner, barn- och ungdomsböcker, ljudboksföljetonger och lättlästa böcker. 2015 gav hon ut en uppföljare till Karin Boyes dystopiska roman Kallocain, kallad Det grönare djupet.
2017 nominerades hon till Augustpriset för ungdomsromanen För att väcka hon som drömmer.

## Priser och utmärkelser
- 1996 – Dalarnas läns landstings kulturstipendium
- 1997 – Borlänge kommuns kulturstipendium
- 1997 – Sparbanksstiftelsens stipendiat
- 1998 – Uppsala kommuns kulturstipendium
- 2000 – Telias retorikpris
- 2001 – Stockholms stads kulturstipendium
- 2003 – Anders Sandrews stipendium
- 2004 – Wahlström & Widstrands litteraturpris
- 2005 – Gustaf Frödings stipendium, efter omröstning bland Uppsala studentkårs medlemmar
- 2005 – Svenska kyrkans kulturstipendium
- 2005 – Svenska Akademiens arbetsstipendium för unga författare
- 2005 – Karin Boyes litterära pris
- 2006 – Stockholm läser-priset
- 2006 – Dalarnas läns landstings kulturstipendium
- 2007 – Deverthska kulturstiftelsens stipendium
- 2011 – Svenska kyrkans kulturstipendium
- 2015 – Bokjuryn kategori 14–19 år
- 2015 – Sveriges Radios Novellpris för novellen 84 kilo nåd
- 2017 – Borlänge Kommuns kulturpris

### Under pseudonym Amanda Lind
- 2010 – Francys evangelium
- 2011 – Francys testamente
- 2016 – Francys drottningkrona (enbart ljudbok)